# Władysław Wiśniewski
Władysław Wiśniewski vel Władysław Wisa ps. Wróbel, Pasek (ur. 1 września 1915 w Ciszycy Dolnej, zm. 28 listopada 1984 w Krakowie) – polski nauczyciel, podporucznik piechoty Polskich Sił Zbrojnych na Zachodzie i Armii Krajowej, cichociemny.

## Życiorys
Urodził się w rodzinie Józefa, rolnika, i Eleonory z domu Stępień. Do 1931 roku uczył się w szkole powszechnej w Tarłowie. Po ukończeniu Gimnazjum Męskiego Kurii Diecezjalnej w Sandomierzu i uzyskaniu w 1937 roku matury, odbył dywizyjny Kurs Szkoły Podchorążych Rezerwy przy 4 Pułku Piechoty Legionów w Kielcach. Awansowany na stopień starszego strzelca podchorążego, przeniesiony do rezerwy z przydziałem jako dowódca drużyny do 49 Pułku Piechoty. Od 1938 roku studiował w Państwowym Pedagogium im. Ewarysta Estkowskiego w Lublinie.
We wrześniu 1939 roku walczył w 49 Huculskim Pułku Strzelców jako dowódca drużyny. Uczestniczył w bitwach m.in. pod Stryjem i Bolechowem. 16 września był ranny w nogę. 20 września przekroczył granicę polsko-węgierską. Był internowany na Węgrzech. 15 maja 1940 roku dotarł do Francji, gdzie został skierowany do Ośrodka Zapasowego 2 Dywizji Strzelców Pieszych. Po upadku Francji ewakuował się do Wielkiej Brytanii, gdzie przydzielono go do 1 Batalionu Strzelców Podhalańskich 1 Brygady Strzelców.
Zgłosił się do służby w kraju. Po przeszkoleniu w dywersji został zaprzysiężony 29 listopada 1942 roku w Oddziale VI Sztabu Naczelnego Wodza. Zrzutu dokonano w nocy z 17 na 18 lutego 1943 roku w ramach operacji „Wall” dowodzonej przez kpt. naw. Mieczysława Kuźmickiego (zrzut na placówkę odbiorczą „Lis” 14 km na południowy wschód od Mińska Mazowieckiego). W czasie skoku, na skutek bardzo małej wysokości samolotu, doznał poważnych obrażeń. W czasie aklimatyzacji w Warszawie został aresztowany przez Gestapo. Uciekł w czasie przesłuchania, skacząc z I piętra. Dostał przydział do Okręgu Kraków AK. W marcu 1943 roku skierowano go na stanowisko instruktora dywersji w Obwodzie Wieliczka. Prowadził szkolenia na kursach podchorążych, brał udział w akcjach likwidacyjnych i dywersyjnych, m.in. w nocy z 29 na 30 stycznia 1944 roku – w nieudanej akcji na pociąg wiozący Hansa Franka, koło Grodkowic.
Od marca 1945 roku pracował jako nauczyciel gimnastyki, języka angielskiego, historii i przysposobienia wojskowego w: Wymyślinie, Świeciu nad Wisłą i Proszowicach. Ujawnił się 23 kwietnia 1947 roku, był rozpracowywany przez Urząd Bezpieczeństwa. W marcu 1948 roku wstąpił do PPR i od grudnia 1948 roku – po połączeniu z PPS – był członkiem PZPR. W czerwcu 1954 roku skreślono go z listy członków partii, jednak w 1964 roku ponownie wstąpił w jej szeregi.
W 1952 roku uzyskał na AWF w Warszawie dyplom umożliwiający mu nauczanie wychowania fizycznego (WF-u) w szkołach średnich. Uczył WF-u w II Liceum Ogólnokształcącym im. Króla Jana III Sobieskiego w Krakowie (1954–1958) i w XIV Liceum Ogólnokształcącym im. Mikołaja Kopernika w Krakowie (1958–1975). Po przejściu na emeryturę w 1975 roku pracował na pół etatu w Technikum Budowlanym przy obecnej ul. Juliusza Leo w Krakowie.
W 1945 roku ożenił się z Olgą z domu Horbaczuk (1916–1970). Mieli dwoje dzieci: Macieja (ur. 1949) i Olgę (ur. 1952), zamężną Bielecką.
Zmarł w Krakowie, pochowany na cmentarzu Rakowickim (kwatera XVII-8-43).

## Awanse
- starszy strzelec podchorąży – 1938
- kapral podchorąży – 31 grudnia 1941 roku
- podporucznik – ze starszeństwem od 17 lutego 1943 roku.

## Ordery i odznaczenia
- Krzyż Srebrny Orderu Virtuti Militari
- Krzyż Walecznych
- Srebrny Krzyż Zasługi z Mieczami
- Medal Wojska
- Odznaka za Rany i Kontuzje